# Armenian Cup de 2018
Armenian Cup de 2018 foi o sétimo evento do Grand Prix Júnior de 2018–19 e a primeira vez que a Armênia sediou o Grand Prix ISU Júnior. A competição foi disputada entre os dias 10 de outubro e 13 de outubro, na cidade de Ierevan, Armênia. Os patinadores ganham pontos para se qualificar para a final do Grand Prix Júnior de 2018–19.

## Eventos
- Individual masculino
- Individual feminino
- Dança no gelo

## Medalhistas
| Evento                        | Ouro                                     | Prata                                    | Bronze                                                |
| Individual masculino detalhes | Adam Siao Him Fa · França                | Yuma Kagiyama · Japão                    | Iliya Kovler · Canadá                                 |
| Individual feminino detalhes  | Alexandra Trusova · Rússia               | Alena Kanysheva · Rússia                 | Yuhana Yokoi · Japão                                  |
| Dança no gelo detalhes        | Arina Ushakova · Maxim Nekrasov · Rússia | Maria Kazakova · Georgy Reviya · Geórgia | Ellie Fisher · Simon-Pierre Malette-Paquette · Canadá |

## Resultados

### Individual masculino
| Pos.              | Nome                | Nacionalidade  | Pontos | PC         | PL          |
| ----------------- | ------------------- | -------------- | ------ | ---------- | ----------- |
| Medalha de ouro   | Adam Siao Him Fa    | França         | 205.83 | 70.50 (3)  | 135.33 (2)  |
| Medalha de prata  | Yuma Kagiyama       | Japão          | 202.02 | 65.10 (6)  | 136.92 (1)  |
| Medalha de bronze | Iliya Kovler        | Canadá         | 201.20 | 71.38 (2)  | 129.82 (5)  |
| 4                 | Artur Danielian     | Rússia         | 195.30 | 62.33 (8)  | 132.97 (3)  |
| 5                 | Ryan Dunk           | Estados Unidos | 195.30 | 68.45 (4)  | 126.85 (6)  |
| 6                 | Andrei Mozalev      | Rússia         | 194.28 | 62.72 (7)  | 131.56 (4)  |
| 7                 | Ivan Shmuratko      | Ucrânia        | 181.01 | 72.08 (1)  | 108.93 (8)  |
| 8                 | Irakli Maysuradze   | Geórgia        | 180.69 | 58.81 (11) | 121.88 (7)  |
| 9                 | Yuto Kishina        | Japão          | 175.80 | 67.04 (5)  | 108.76 (9)  |
| 10                | An Geon-hyeong      | Coreia do Sul  | 165.26 | 59.13 (10) | 106.13 (10) |
| 11                | Alec Guinzbourg     | Canadá         | 162.90 | 60.61 (9)  | 102.29 (11) |
| 12                | Nicholas Hsieh      | Estados Unidos | 151.66 | 54.16 (12) | 97.50 (12)  |
| 13                | Kims Georgs Pavlovs | Letônia        | 137.61 | 52.32 (13) | 85.29 (15)  |
| 14                | Rakhat Bralin       | Cazaquistão    | 136.59 | 47.81 (14) | 88.78 (13)  |
| 15                | Alp Eren Özkan      | Turquia        | 132.96 | 46.60 (16) | 86.36 (14)  |
| 16                | Kornel Witkowski    | Polônia        | 127.97 | 47.68 (15) | 80.29 (16)  |
| 17                | Lilian Binzari      | Moldávia       | 112.08 | 38.59 (17) | 73.49 (17)  |
| 18                | Pagiel Yie Ken Sng  | Singapura      | 109.26 | 36.68 (18) | 72.58 (18)  |
| 19                | Naoki Ma            | Hong Kong      | 100.62 | 30.48 (19) | 70.14 (19)  |
| 20                | Edvard Ter-Gazarian | Armênia        | 78.00  | 26.46 (20) | 51.54 (20)  |
| WD                | Priyam Tated        | Índia          | —      | — (WD)}}   |             |

### Individual feminino
| Pos.              | Nome                          | Nacionalidade  | Pontos | PC         | PL         |
| ----------------- | ----------------------------- | -------------- | ------ | ---------- | ---------- |
| Medalha de ouro   | Alexandra Trusova             | Rússia         | 221.00 | 74.19 (1)  | 146.81 (1) |
| Medalha de prata  | Alena Kanysheva               | Rússia         | 187.55 | 67.75 (2)  | 119.80 (3) |
| Medalha de bronze | Yuhana Yokoi                  | Japão          | 184.09 | 57.62 (6)  | 126.47 (2) |
| 4                 | Wi Seo-yeong                  | Coreia do Sul  | 167.57 | 60.36 (4)  | 107.21 (4) |
| 5                 | Nana Araki                    | Japão          | 165.80 | 63.06 (3)  | 102.74 (8) |
| 6                 | Alina Urushadze               | Geórgia        | 165.37 | 58.31 (5)  | 107.06 (5) |
| 7                 | Hanna Harrell                 | Estados Unidos | 157.08 | 52.28 (8)  | 104.80 (6) |
| 8                 | Anna Kuzmenko                 | França         | 152.86 | 48.67 (9)  | 104.19 (7) |
| 9                 | Caya Scheepens                | Países Baixos  | 134.60 | 46.10 (10) | 88.50 (9)  |
| 10                | Maria Levushkina              | Bulgária       | 133.06 | 46.09 (11) | 86.97 (10) |
| 11                | Kim Min-seung                 | Coreia do Sul  | 127.90 | 56.80 (7)  | 71.10 (14) |
| 12                | İlayda Bayar                  | Turquia        | 121.59 | 42.86 (12) | 78.73 (12) |
| 13                | Oliwia Rzepiel                | Polônia        | 120.82 | 41.50 (14) | 79.32 (11) |
| 14                | Aliaksandra Chepeleva         | Bielorrússia   | 119.91 | 42.40 (13) | 77.51 (13) |
| 15                | Anna Rakovych                 | Ucrânia        | 109.27 | 41.17 (15) | 68.10 (15) |
| 16                | Elizabete Jubkane             | Letônia        | 104.78 | 40.24 (16) | 64.54 (19) |
| 17                | Andrea Montesinos Cantu       | México         | 104.10 | 39.31 (17) | 64.79 (18) |
| 18                | Sofia Isabel Victoria Guidote | Filipinas      | 102.08 | 36.80 (18) | 65.28 (17) |
| 19                | Bristena Patricia Prodea      | Romênia        | 100.91 | 33.96 (20) | 66.95 (16) |
| 20                | Joanna So                     | Hong Kong      | 97.62  | 34.52 (19) | 63.10 (20) |
| 21                | Eva Iakovleva                 | Quirguistão    | 92.65  | 30.86 (21) | 61.79 (21) |
| 22                | Laziza Salieva                | Uzbequistão    | 86.45  | 29.09 (23) | 57.36 (22) |
| 23                | Diana Suleimenova             | Cazaquistão    | 83.99  | 30.25 (22) | 53.74 (23) |
| 24                | Ishita Kapoor                 | Índia          | 78.92  | 26.98 (25) | 51.94 (24) |
| 25                | Teekhree Silpa-Archa          | Tailândia      | 72.58  | 24.79 (26) | 47.79 (25) |
| 26                | Marina Asoyan                 | Armênia        | 70.02  | 28.14 (24) | 41.88 (27) |
| 27                | Elen Hakobyan                 | Armênia        | 63.94  | 21.24 (27) | 42.70 (26) |

### Dança no gelo
| Pos.              | Nome                                         | Nacionalidade  | Pontos | DR         | DL         |
| ----------------- | -------------------------------------------- | -------------- | ------ | ---------- | ---------- |
| Medalha de ouro   | Arina Ushakova / Maxim Nekrasov              | Rússia         | 172.81 | 69.18 (1)  | 103.63 (1) |
| Medalha de prata  | Maria Kazakova / Georgy Reviya               | Geórgia        | 164.65 | 65.42 (2)  | 99.23 (2)  |
| Medalha de bronze | Ellie Fisher / Simon-Pierre Malette-Paquette | Canadá         | 152.46 | 60.34 (3)  | 92.12 (4)  |
| 4                 | Elizaveta Shanaeva / Devid Naryzhnyy         | Rússia         | 148.14 | 55.81 (5)  | 92.33 (3)  |
| 5                 | Maria Golubtsova / Kirill Belobrov           | Ucrânia        | 144.25 | 56.04 (4)  | 88.21 (5)  |
| 6                 | Emmy Bronsard / Aissa Bouaraguia             | Canadá         | 138.73 | 53.72 (9)  | 85.01 (6)  |
| 7                 | Emma Gunter / Caleb Wein                     | Estados Unidos | 134.86 | 54.30 (7)  | 80.56 (7)  |
| 8                 | Oona Brown / Gage Brown                      | Estados Unidos | 133.83 | 55.48 (6)  | 78.35 (9)  |
| 9                 | Emiliya Kalehanova / Uladzislau Palkhouski   | Bielorrússia   | 133.35 | 52.91 (10) | 80.44 (8)  |
| 10                | Viktoria Semenjuk / Artur Gruzdev            | Estônia        | 131.94 | 53.94 (8)  | 78.00 (10) |
| 11                | Lara Luft / Asaf Kazimov                     | Alemanha       | 115.55 | 47.59 (11) | 67.96 (13) |
| 12                | Viktoriia Azroian / Aleksandr Siroshtan      | Armênia        | 114.84 | 46.55 (12) | 68.29 (12) |
| 13                | Villö Marton / Danyil Semko                  | Hungria        | 114.58 | 38.99 (14) | 75.59 (11) |
| 14                | Chloe Dan Tsoi / Long You Zimou Wang         | Taipé Chinesa  | 103.48 | 40.80 (13) | 62.68 (14) |
| 0                 | Julia Kim / Shokhrukh Sultanov               | Uzbequistão    | 0      | 25.39 (15) | 0 (0)      |

## Quadro de medalhas
| Ordem | País    | Medalha de ouro | Medalha de prata | Medalha de bronze |   | Ordem por total |
| ----- | ------- | --------------- | ---------------- | ----------------- | - | --------------- |
| 1     | Rússia  | 2               | 1                |                   | 3 | 1               |
| 2     | França  | 1               |                  |                   | 1 | 4               |
| 3     | Japão   |                 | 1                | 1                 | 2 | 2               |
| 4     | Geórgia |                 | 1                |                   | 1 | 4               |
| 5     | Canadá  |                 |                  | 2                 | 2 | 2               |
| TOTAL | TOTAL   | 3               | 3                | 3                 | 9 | —               |